# ТЕЦ Рас-Танура (Tihama)
26°41′37″ пн. ш. 50°6′11″ сх. д. / 26.69361° пн. ш. 50.10306° сх. д.
ТЕЦ Рас-Танура (Tihama) — теплова електростанція на сході Саудівської Аравії, яка обслуговує нафтопереробний завод у Рас-Танура.
В 2017-му в межах проекту ввели в дію дві газові турбіни потужністю по 76 МВт. Відпрацьовані турбінами гази живлять два котли-утилізатори, які продукують технологічну пару для потреб НПЗ.
Як паливо станція використовує природний газ. Джерелом останнього в районі Рас-Танура може бути трубопровідний коридор Утманія — Беррі.
Проект реалізували через Tihama Power Generation Company, засновниками якої виступили французька Engie (60 %) та місцева Saudi Oger (40 %).
Можливо також відзначити, що неподалік розташована інша теплоелектроцентраль, що обслуговує той же нафтопереробний завод та належить компанії PCPC.